# 30222 Malecki
30222 Malecki è un asteroide della fascia principale. Scoperto nel 2000, presenta un'orbita caratterizzata da un semiasse maggiore pari a 2,3411179 UA e da un'eccentricità di 0,1459398, inclinata di 6,47372° rispetto all'eclittica.